# Aalbach
De Aalbach is een riviertje dat ontspringt in het Groothertogdom Luxemburg. Zij vormt de grens met Frankrijk, stroomt tussen het Franse Mondorff en het Luxemburgse Mondorf-les-Bains en mondt uit in de Moezel tussen het Franse Sierck-les-Bains en het Luxemburgse Schengen.
De Aalbeek ontstaat door de samenloop van de Weissbach en de Hongerbach ten westen van Nidderdowner Bësch